# Dolph Ziggler
Nicholas Theodore „Nick” Nemeth (ur. 27 lipca 1980 w Cleveland w Ohio) – amerykański wrestler i aktor najbardziej znany ze swojego pobytu w WWE pod pseudominem ringowym Dolph Ziggler.
Nemeth podpisał kontrakt rozwojowy z WWE w 2004 i został wysłany do szkółki Ohio Valley Wrestling (OVW). Rok później został przydzielony do brandu Raw jako menedżer Kerwina White’a, zaś w styczniu 2006 zadebiutował jako część grupy The Spirit Squad pod pseudonimem Nicky. Tego roku zdobyli razem tytuły World Tag Team Championship, jednakże ugrupowanie rozwiązano w listopadzie. We wrześniu 2007 dołączył do rozwojówki Florida Championship Wrestling (FCW), gdzie dwukrotnie zdobył FCW Florida Tag Team Championship, raz z Bradem Allenem, zaś później z Gavinem Spearsem.
Powrócił do głównego rosteru WWE pod obecnym pseudonimem we wrześniu 2008. Od tego czasu zdobył dwa razy World Heavyweight Championship, pięć razy WWE Intercontinental Championship oraz raz WWE United States Championship. Do tego jest zwycięzcą walizki Money in the Bank z 2012 roku. Był również jedynym ocalałym dwóch Survivor Series elimination matchów na galach Survivor Series z 2012 i 2014 roku.

## Wczesne życie
Nemeth urodził się w Cleveland w Ohio. Stwierdził, że jego korzenie rodzinne są węgierskie. Uczęszczał do St. Edward High School w Lakewood w Ohio, gdzie był amatorskim zapaśnikiem z rekordem szkolnym w liczbie przypięć, który wynosił 82. Uprawiał zapasy w tej szkole z Grayem Maynardem i Andym Hrovatem. Ich drużyna szkolna wygrała międzynarodowe mistrzostwa dwa razy.
Nemeth był kolegialnym wrestlerem w Kent State University, w którym pobił rekord zwycięstw drużyny na różnych zawodach. Jego rekord został pobity w 2006. Wywalczył 121 zwycięstw w karierze od 2000 do 2003.
Nemeth jest trzykrotnym mistrzem All-Mid-American Coference, gdzie wygrał trzy turnieje z limitem wagi do 75 kilogramów w 2000, 2002 i 2003 roku. Na stan z 2010 jest ostatnim wrestlerem z Kent State University, który zdobył trzy amatorskie mistrzostwa zapaśnicze.

## Kariera profesjonalnego wrestlera

### World Wrestling Entertainment/WWE

#### Ohio Valley Wrestling i debiut w głównym rosterze (2004–2005)
Nemeth podpisał kontrakt z World Wrestling Entertainment (WWE) w 2004. Został przydzielony do federacji rozwojowej Ohio Valley Wrestling (OVW), w której zadebiutował jako „Nick Nemeth”. Rywalizował z Paulem Burchillem o miano pretendenta do OVW Television Championship, jednakże przegrał pojedynek z ówczesnym mistrzem Kenem Doanem o tytuł.
Niedługo potem został przydzielony do brandu Raw, w którym zadebiutował 19 września 2005 na tygodniówce Sunday Night Heat. Stał się ochroniarzem Chavo Guerrero Jr., który wtedy występował w gimmicku golfisty pod pseudonimem „Kerwin White”. W rezultacie, Nemeth był jego caddym. Jednakże po śmierci Eddiego Guerrero, WWE porzuciło charakter „Kerwina White’a” dla Chavo, wskutek czego Nemeth zaprzestał roli ochroniarza i został z powrotem odesłany do OVW.

#### The Spirit Squad (2005–2006)

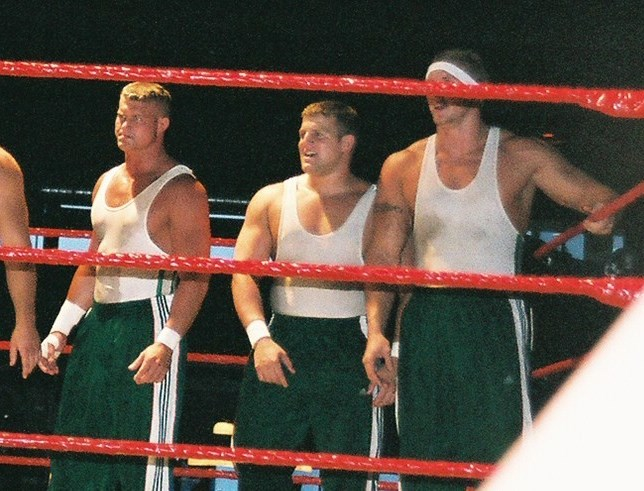
Nicky (Dolph Ziggler) (po lewej) z Mikiem i Kennym jako część grupy Spirit Squad w 2006

Nemeth stał się grupą frakcji „The Spirit Squad”, która składała się z pięciu wrestlerów grających rolę męskich cheerleaderek, przy czym Nemeth przyjął pseudonim ringowy Nicky. Członkowie grupy w rzeczywistości trenowali z prawdziwymi cheerleaderkami w celu opanowania umiejętności i bycia wiarygodnym w telewizji. Zadebiutowali 23 stycznia 2006 na tygodniówce Raw, gdzie pomogli Jonathanowi Coachmanowi wygrać kwalifikujący pojedynek do Royal Rumble matchu z Jerrym „The King” Lawlerem. Po gali Royal Rumble stali się częścią trwającego programu pomiędzy właścicielem WWE Vince’em McMahonem i Shawnem Michaelsem. Antagonista McMahon przywoływał grupę w różnych sytuacjach do ataku na Michaelsie, a także ustanawiał walki wieloosobowe przeciwko Shawnowi.
Grupa występowała również w dywizji tag-team, gdzie 3 kwietnia na Raw Kenny i Mike zdobyli tytuły World Tag Team Championship od Big Showa i Kane’a. Po zdobyciu tytułów, wszystkich pięciu członków Spirit Squad zostało uznanych za mistrzów, podczas gdy dwóch dowolnych członków frakcji broniło tytułów podczas pojedynków (tzw. zasada Freebird Rule).
W maju McMahon sprzymierzył się z Triple H, który wraz ze Spirit Squad miał zaatakować Michaelsa, jednakże ten uznał, że grupa go zlekceważyła, po czym zaatakował młotkiem pięciu wrestlerów. Doprowadziło to do reformacji grupy D-Generation X (DX) pod przewodnictwem Michaelsa i Triple H, którzy rozpoczęli rywalizację ze Spirit Squad. Przez wiele miesięcy DX występowało w segmentach, w których robili typowe studenckie żarty na grupie i McMahonie, jak również pokonali ich w handicap tag team matchu na gali Vengeance oraz eliminacyjnym handicap matchu na gali Saturday Night’s Main Event XXXIII.
W międzyczasie grupa walczyła z innymi drużynami z dywizji tag-team Raw, gdzie między innymi obronili tytuły w walkach z Jimem Dugganem i Eugenem, Charliem Haasem i Viscerą, a także Snitskym i Valem Venisem. Wzięli udział w dłuższej rywalizacji z The Highlanders, z którymi wygrali i obronili tytuły na gali Unforgiven z września. Tego samego miesiąca wszyscy członkowie grupy zaczęli przegrywać swoje walki z Rikiem Flairem na odcinkach Raw, jednakże Kenny zdołał go pokonać 23 października na tygodniówce. Zostało ostatecznie ogłoszone, że Flair oraz legenda WWE wyboru widzów, zawalczą o World Tag Team Championship na gali Cyber Sunday na początku listopada. Fani wybrali Roddy’ego Pipera, gdzie wspólnie pokonali Kenny’ego i Mike’a o mistrzostwa tag-team.
Grupa została rozwiązana 27 listopada na odcinku Raw, gdzie zostali pokonani w five-on-three handicap matchu przez DX i Flaira. Podczas segmentu na zapleczu, DX wrzuciło wszystkich członków do dużego pudła, po czym Michaels przylepił naklejkę z treścią „OVW, Louisville, Kentucky”, co dotyczyło federacji rozwojowej, w której występowali.

#### Występy w rozwojówkach WWE (2007–2008)
Nemeth powrócił do OVW na nagraniach z 17 stycznia 2007, na których ponownie używał pseudonimu Nick Nemeth, zaś z Mikiem Mondo (Mikey ze Spirit Squad) utworzył tag-team „Frat Pack”. Para wraz z Mikiem Kruelem pokonała Setha Skyfire’a, Shawna Spearsa i Cody’ego Runnelsa. Pomimo tego drużynę rozwiązano jeszcze na początku 2007. Nemeth później występował w wielu dark matchach, po czym w sierpniu ponownie go połączono z Mikiem Mondo.
Pod koniec sierpnia, Nemeth i Mike Mondo zostali przeniesieni do Florida Championship Wrestling (FCW), w którym Nemeth otrzymał przydomek „The Natural”. W listopadzie jego menedżerem stał się Big Rob, lecz ich współpraca opiewała kilka tygodni. Na początku 2008 skrócono mu pseudonim do „Nic Nemeth”. Dodatkowo jego partnerem tag-team stał się Brad Allen, zaś ich valet Taryn Terrell. 22 marca, Nemeth i Allen zdobyli FCW Florida Tag Team Championship od Primo i Erica Péreza, lecz stracili je na rzecz byłych mistrzów 15 kwietnia. Przez kwiecień i maj 2008 występował w dark matchach przed Raw, gdzie przegrał m.in. z Kofim Kingstonem i Ronem Killingsem. 16 sierpnia ponownie zdobył Florida Tag Team Championship, lecz tym razem z Gavinem Spearsem; duo straciło pasy na rzecz Heatha Millera i Joego Henniga niecały miesiąc później.

#### Powrót do głównego rosteru (2008–2009)

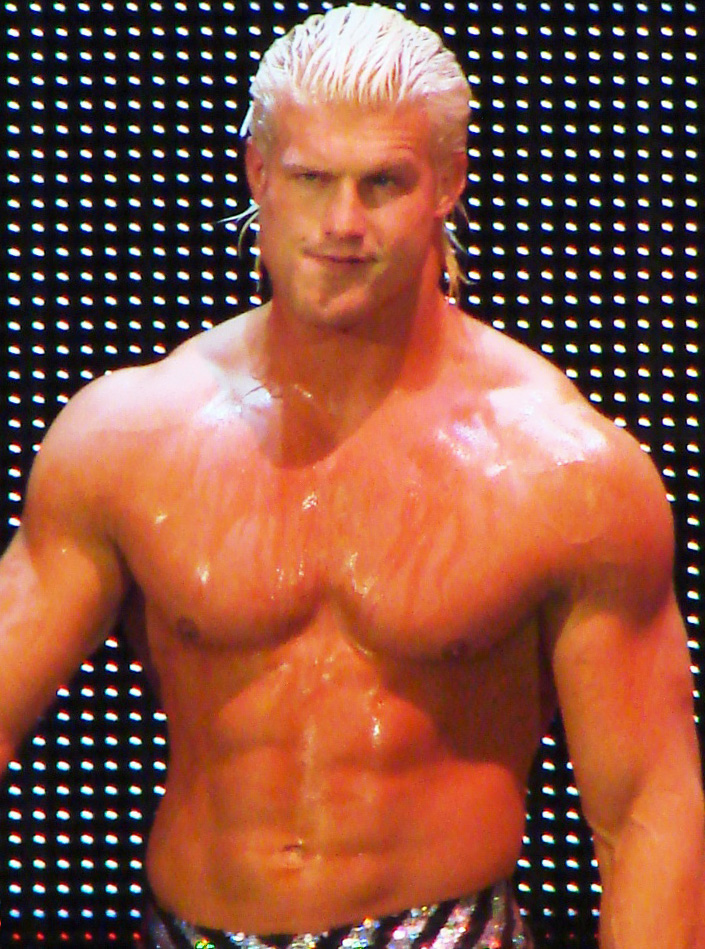
Ziggler we wrześniu 2008

15 września 2008 na odcinku Raw, Nemeth ponownie zadebiutował w głównym rosterze, gdzie podczas segmentów na zapleczu przedstawiał się pracownikom jako „Dolph Ziggler”. 10 października został zawieszony na 30 dni za złamanie przepisów antydopingowych (Wellness Program). Powrócił na Raw 17 listopada podczas segmentu na zapleczu z Reyem Mysterio i Shawnem Michaelsem. 1 grudnia przegrał swoją pierwszą walkę z Batistą. W następnym tygodniu odniósł pierwszą wygraną poprzez wyliczenie pozaringowe przeciwko R-Truthowi. Ziggler wziął udział w 2009 Royal Rumble matchu, lecz został wyeliminowany przez Kane’a w 21 sekund.
15 kwietnia 2009 podczas uzupełniającego drafu, Ziggler został przeniesiony do brandu SmackDown. Zadebiutował na SmackDown dwa dni później, gdzie pokonał United States Championa MVP w non-title matchu, wskutek czego zażądał walki o ten tytuł, którą z nim przegrał. Ziggler rozpoczął rywalizację z The Great Khalim, jednakże przegrał z nim przez dyswalifikację po zaatakowaniu go stalowym krzesełkiem. W rezultacie Khali zaczął przebywać w okolicach ringu podczas walk Zigglera, by ten nie wygrywał ich nieczysto. Na gali The Bash w czerwcu, Ziggler pokonał Khaliego po interwencji ze strony Kane’a.
Ziggler rozpoczął współpracę z divą WWE Marią, która stała się jego valet. Jednocześnie rozpoczął rywalizację z Intercontinental Championem Reyem Mysterio, który pokonał Zigglera o tytuł na galach Night of Champions oraz SummerSlam. We wrześniu Mysterio stracił tytuł na rzecz Johna Morrisona, z którym Ziggler zaczął rywalizację o tytuł, jednakże przegrał na gali Hell in a Cell. 9 października na odcinku SmackDown, Ziggler zakończył współpracę z Marią, przez którą przegrał walkę z Morrisonem.

#### Panowania mistrzowskie i współpraca z Vickie Guerrero (2010–2012)
26 lutego 2010 na odcinku SmackDown, Ziggler pokonał Johna Morrisona i R-Trutha kwalifikując się do Money in the Bank ladder matchu na WrestleManii XXVI, jednakże nie zdołał wygrać owej walki.

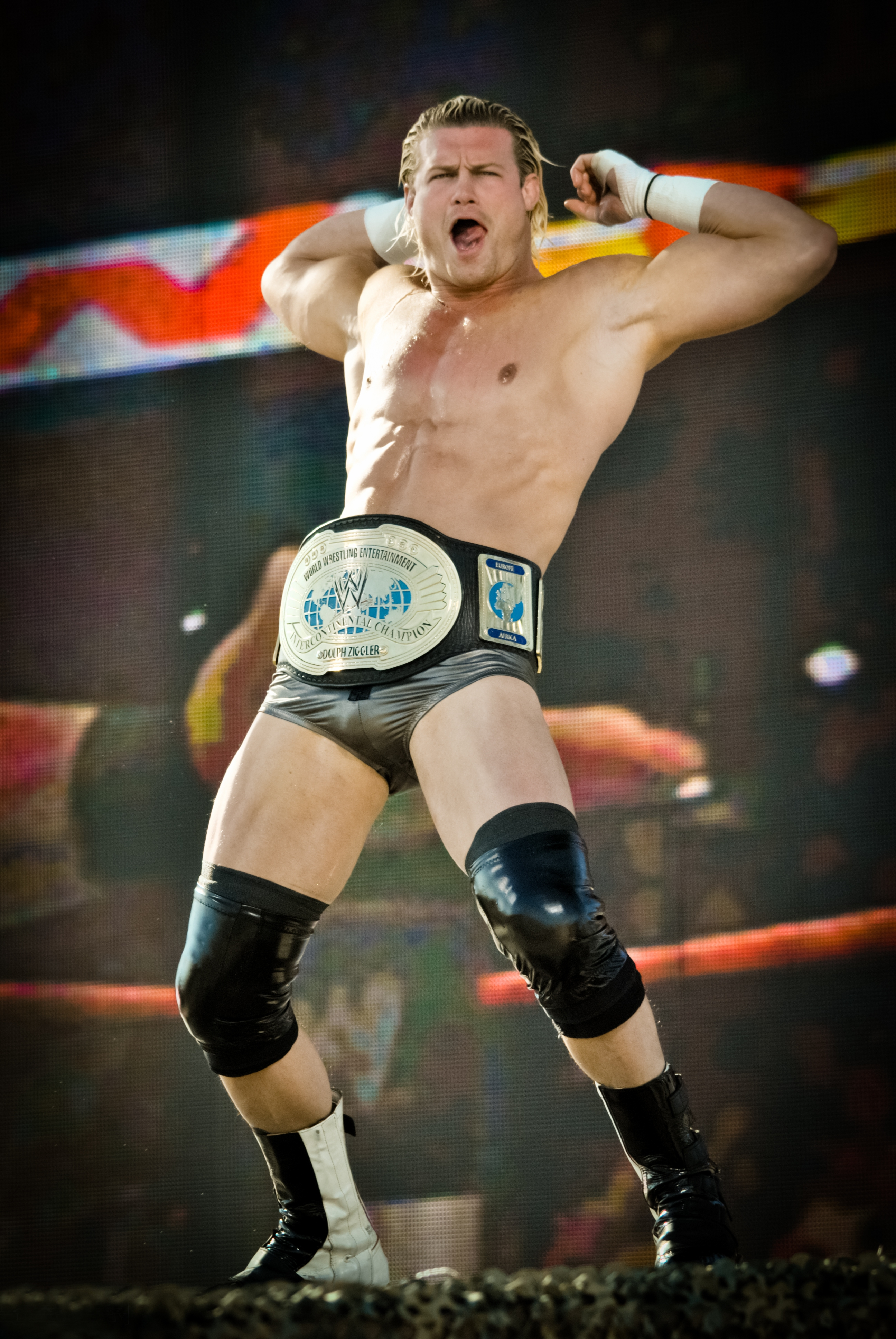
Ziggler jako Intercontinental Champion na gali Tribute to the Troops w 2010

W czerwcu 2010 zaczął romantyczną współpracę z Vickie Guerrero, która od tego momentu zaczęła towarzyszyć przy ringu. 9 lipca na SmackDown pokonał Chavo Guerrero i MVP kwalifikując się do SmackDown Money in the Bank ladder matchu na gali Money in the Bank, gdzie raz jeszcze przegrał ten typ walki. 6 sierpnia na odcinku SmackDown (który nagrano 28 lipca), Ziggler pokonał Kofiego Kingstona i zdobył WWE Intercontinental Championship po raz pierwszy w karierze. Na gali SummerSlam obronił tytuł po tym jak walka zakończyła się bez rezultatu ze względu na interwencję ze strony grupy The Nexus. Miesiąc później na gali Night of Champions obronił tytuł w walce z Kingstonem, zaś na Survivor Series pokonał Kavala.
W listopadzie 2010, Ziggler został wybrany mentorem w czwartego sezonu programu NXT, gdzie Jacob Novak był jego podopiecznym. 4 stycznia 2011 na NXT, Ziggler wygrał battle royal gwarantujący mu możliwość zmiany podopiecznego – wykorzystał to i zmienił Novaka na Byrona Saxtona. Novak został pierwszą wyeliminowaną gwiazdą programu tej samej nocy. 8 lutego, Byron Saxton również został wyeliminowany z NXT.
Ziggler obronił Intercontinental Championship na gali TLC: Tables, Ladders & Chairs w three-way ladder matchu przeciwko Kingstonowi i Jackowi Swaggerowi. Tytuł stracił 4 stycznia na SmackDown na rzecz Kingstona, jednakże tej samej nocy wygrał four-way match z Codym Rhodesem, Drewem McIntyre’em i Big Showem stając się pretendentem do tytułu World Heavyweight Championship należącego do Edge’a. Na gali Royal Rumble nie zdołał zdobyć od niego tytułu. 4 lutego, scenariuszowa dziewczyna Zigglera Vickie Guerrero, która stała się generalną menedżerką SmackDown, zbanowała kończący ruch Edge’a Spear. Zadecydowała, że jeśli Edge go użyje w jakiejkolwiek walce, to Ziggler otrzyma tytuł World Heavyweight Championship. Ziggler przegrał z Edgem w rewanżu 11 lutego na odcinku SmackDown, lecz mistrz użył speara, wskutek czego Guerrero ogłosiła Zigglera nowym mistrzem trzy dni później na Raw. Przed oficjalną koronacją Zigglera na SmackDown z 18 lutego, Guerrero zwolniła również Edge’a za domniemany atak na wcześniejszym generalnym menedżerze Theodorze Longu. Long wszedł do ringu i wyjawił, że to Ziggler go zaatakował, po czym przywrócił do pracy Edge’a i zarządził rewanż o tytuł, który odzyskał Edge. Po walce, Ziggler został zwolniony z rosteru SmackDown.

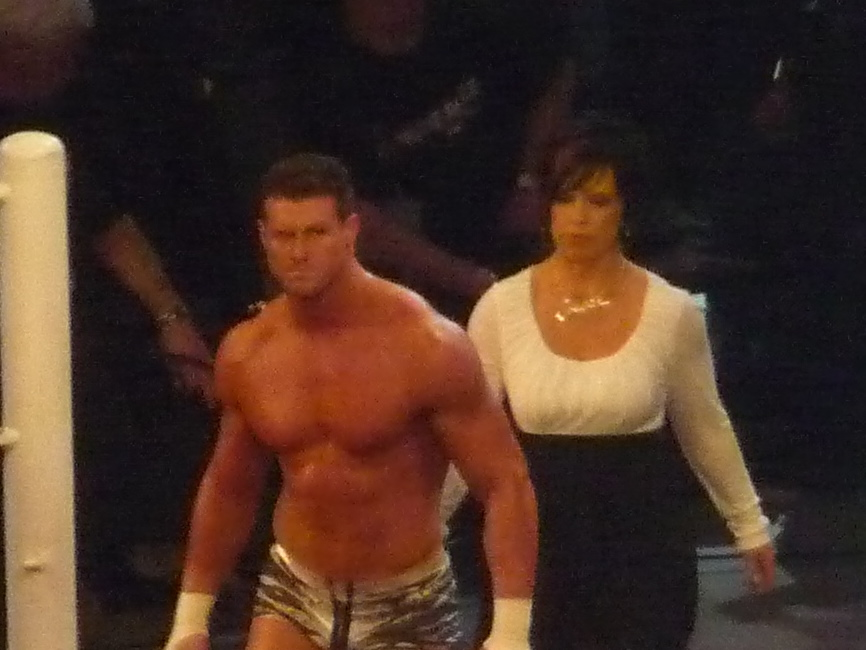
Ziggler (po lewej) z jego menedżerką Vickie Guerrero w kwietniu 2011

7 marca na odcinku Raw, Guerrero i Ziggler stali się nowymi członkami rosteru Raw, po czym wrestler pokonał Johna Morrisona w singlowej walce. Ziggler, Guerrero i LayCool zaczęło rywalizować z Morrisonem, Trish Stratus i gwiazdą Jersey Shore Snooki, gdzie drużyna reprezentowana przez Zigglera przegrała z nimi w mixed tag team matchu na WrestleManii XXVII.

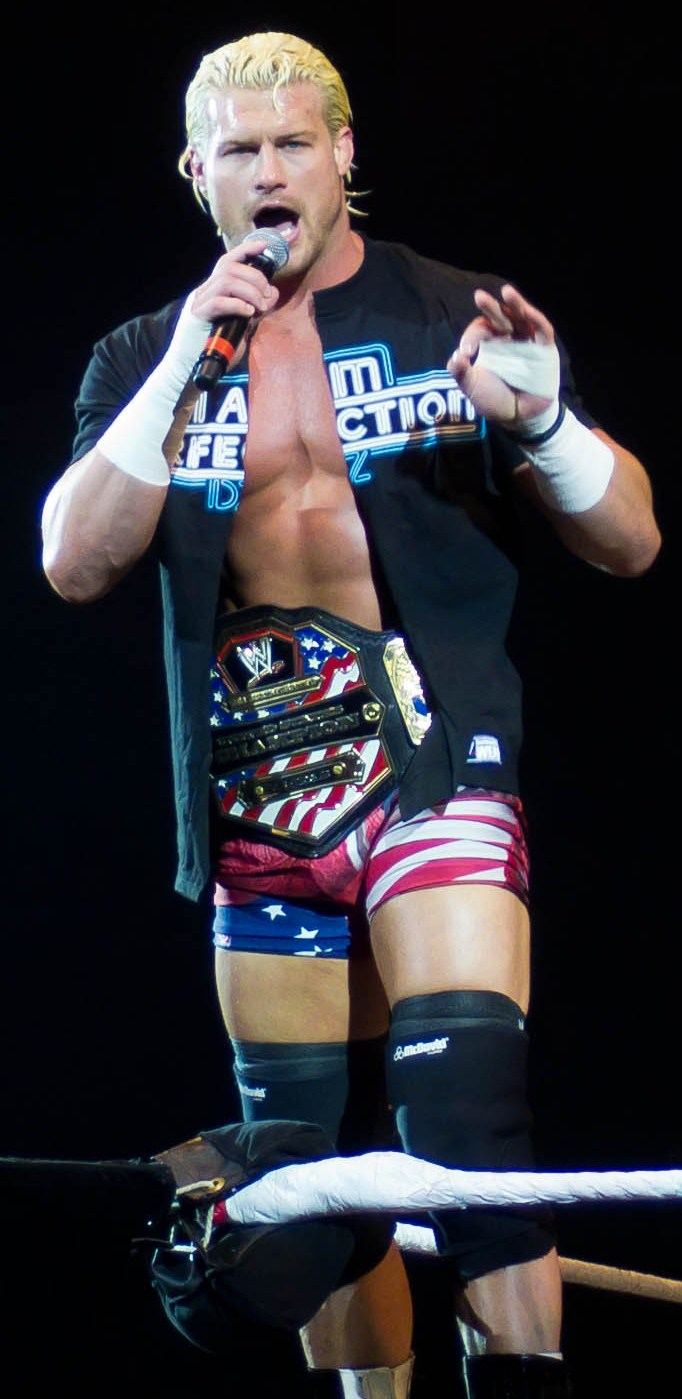
Ziggler jako United States Champion w listopadzie 2011

Ziggler pokonał United States Championa Kofiego Kingstona w non-title matchu na tygodniówce Raw z 30 maja, wskutek czego otrzymał walkę o pas z Kingstonem na gali Capitol Punishment, którą Ziggler wygrał i zdobył tytuł pierwszy raz w karierze. Następnej nocy na Raw, Kingston wykorzystał klauzulę rewanżową w two-out-of-three falls matchu i wygrał przez dyskwalifikację (Ziggler zachował tytuł). Jack Swagger zasugerował Guerrero, aby to jego menedżerowała zamiast Zigglera, wskutek czego na gali Night of Champions odbył się fatal four-way match o tytuł pomiędzy Zigglerem, Swaggerem, Alexem Rileyem i Johnem Morrisonem, z którego zwycięsko wyszedł Ziggler. 19 września na Raw, Ziggler przegrał non-title match z Zackiem Ryderem, kiedy to gwiazda specjalna Hugh Jackman uderzył Zigglera podczas walki. Od tej samej nocy Guerrero zaczęła menedżerować Swaggera, który pomagał wygrywać walki Zigglerowi. Ziggler i Swagger nie zdobyli od Air Boom (Kingstona i Evana Bourne’a) ich tytułów WWE Tag Team Championship na galach Hell in a Cell i Vengeance, gdzie na Vengeance Ziggler obronił US Championship w walce z Ryderem. Ziggler ponownie obronił tytuł w walce z Morrisonem na gali Survivor Series, jednakże miesiąc później na TLC: Tables, Ladders & Chairs stracił pas na rzecz Rydera.
26 grudnia na odcinku Raw, Ziggler pokonał WWE Championa CM Punka po interwencji ze strony Johna Laurinaitisa i stał się pretendentem do jego tytułu. Na gali Royal Rumble przegrał z Punkiem o mistrzostwo. Miesiąc później na gali Elimination Chamber był częścią Elimination Chamber matchu o WWE Championship, jednakże został wyeliminowany jako drugi przez Chrisa Jericho. Nemeth stwierdził w wywiadzie z Kyle’em Edwardsem dla The Score Television Network, że przez udział w tym typie walki odniósł kilka pomniejszych kontuzji i jest mało chętny do brania udziału w Elimination Chamber matchach.
19 marca na Raw Ziggler i Swagger zostali ogłoszeni członkami zwycięskiej drużyny Laurinaitisa w 12-osobowym tag team matchu na WrestleManii XXVIII, zaś dzień po WrestleManii na Raw zarówno Ziggler, jak i Swagger nie zdobyli United States Championship od Santino Marelli. W kwietniu rywalizował z Brodusem Clayem, z którym przegrał na gali Extreme Rules. W maju, Ziggler i Swagger przegrywali walki o tytuły tag team z Kofim Kingstonem i R-Truthem, przy czym Ziggler okazywał chęć odsunięcia się od Guerrero i Swaggera. 11 czerwca na odcinku Raw, Ziggler pokonał The Great Khaliego, Swaggera i Christiana w fatal four-way elimination matchu stając się pretendentem do World Heavyweight Championship, jednakże na gali No Way Out przegrał z panującym mistrzem Sheamusem. 24 godziny później na tygodniówce Raw, Guerrero zdecydowała się na walkę pomiędzy Zigglerem i Swaggerem; Ziggler wygrał pojedynek i Guerrero menedżerowała tylko niego. Ziggler ponownie zawalczył o światowy tytuł na SmackDown z 29 czerwca, jednakże uległ w walce z Sheamusem i Alberto Del Rio.

#### World Heavyweight Champion (2012–2013)

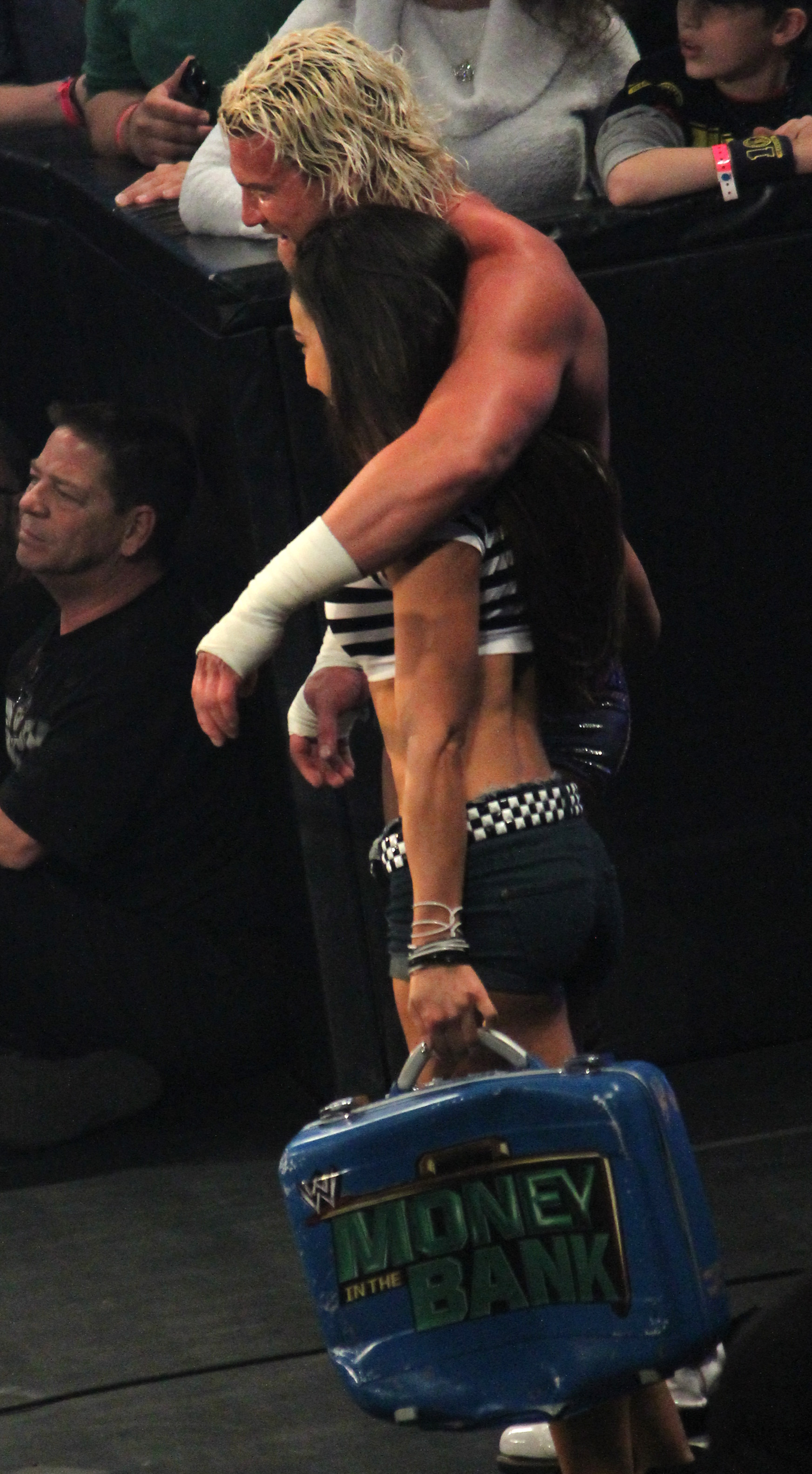
Ziggler z AJ Lee i jego walizką Money in the Bank w lutym 2013

3 lipca na SmackDown, Ziggler pokonał Alexa Rileya i zakwalifikował się o Money in the Bank ladder matchu o walizkę na tytuł World Heavyweight Championship. 13 lipca wraz z Zackiem Ryderem i Justinem Robertsem byli uczestnikami wypadku samochodowego podczas powrotu z Comic-Conu, jednakże żaden z nich nie odniósł obrażeń. Dwa dni później na gali Money in the Bank, Ziggler wygrał MitB ladder match i zdobył walizkę gwarantującą mu pojedynek o World Heavyweight Championship w dowolnym miejscu i czasie. Po gali pay-per-view rozpoczął rywalizację z Chrisem Jericho, któremu zarzucił, że nie jest już tak dobry jak dawniej, wskutek czego ten dwukrotnie zaatakował Zigglera i pokonał go na gali SummerSlam. Dobę później na Raw, Ziggler pokonał Jericho w rewanżu i utrzymał walizkę Money in the Bank, a także poprzez zwycięstwo zawieszono kontrakt Jericho. Ziggler rozpoczął rywalizację z Randym Ortonem, przez którego posiadacz walizki nie mógł użyć jej na Sheamusie. Doprowadziło to do ich walki na gali Night of Champions, gdzie Orton wyszedł zwycięsko i zakończył rywalizację. Na gali Survivor Series, Ziggler był kapitanem swojej drużyny w 5-on-5 elimination tag team matchu przeciwko drużynie Micka Foleya, gdzie wygrał walkę przypinając Ortona jako ostatniego i stając się jedynym niewyeliminowanym uczestnikiem starcia.

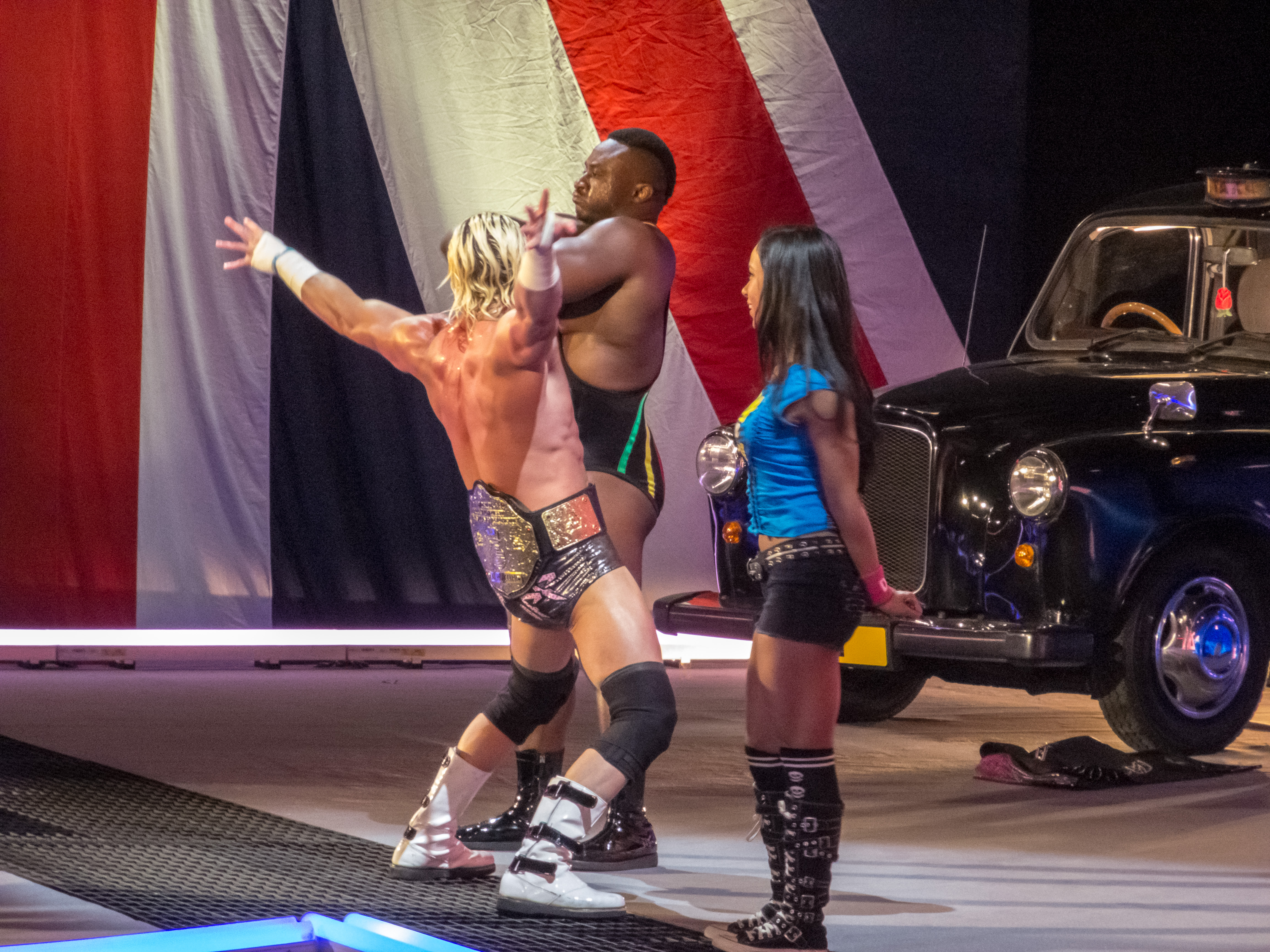
Ziggler jako World Heavyweight Champion podczas wejściówki do ringu z AJ Lee i Big E Langstonem

Ziggler rozpoczął feud z Johnem Ceną, gdzie pomagał dowieść z Vickie Guerrero, iż Cenę i AJ Lee łączy romans. 16 grudnia na gali TLC: Tables, Ladders & Chairs pokonał Cenę w ladder matchu i obronił walizkę Money in the Bank po interwencji ze strony Lee, która zdradziłą Cenę i pomogła zwyciężyć Zigglerowi. Następnej nocy na Raw podczas dyskusji pomiędzy Vickie i AJ, druga pocałowała Zigglera, po czym Guerrero zrezygnowała z menedżerowania Dolpha. Ziggler i Lee zmierzyli się z Ceną i Guerrero, jednakże pojedynek zakończył się dyskwalifikacją po tym jak Cenę zaatakował debiutujący Big E Langston, który rozpoczął współpracę z Dolphem i AJ Lee. Ziggler zakończył rywalizację z Ceną poprzez przegraną z nim na odcinkach Raw z 7 i 14 stycznia 2013. Wziął udział w Royal Rumble matchu jako pierwsza osoba wchodząca do ringu i przetrwał w nim pięćdziesiąt minut, po czym został wyeliminowany przez Sheamusa. Dzień później na Raw, Ziggler i powracający Jericho zawalczyli z Team Hell No (Danielem Bryanem i Kanem) o WWE Tag Team Championship, lecz przegrali ów pojedynek. Po tym jak Ziggler i Langston pokonali Bryana i Kane’a w singlowych walkach, duo otrzymało szansę na walkę o tytuły tag-team na WrestleManii 29, lecz przegrali starcie.
24 godziny po WrestleManii na tygodniówce Raw, Ziggler wykorzystał walizkę Money in the Bank na kontuzjowanym Alberto Del Rio i zdobył World Heavyweight Championship po raz drugi w karierze. Ziggler zaczął rywalizację zarówno z Del Rio, jak i Jackiem Swaggerem, lecz mistrz odniósł kontuzję wyłączającą go z obrony tytułu na gali Extreme Rules. Na gali odbyła się walka o miano pretendenta, którą wygrał Del Rio. 16 czerwca na gali Payback, Ziggler stracił tytuł na rzecz Del Rio. Podczas walki odbyła się podwójna zmiana charakterów postaci: Ziggler stał się protagonistą, zaś Del Rio antagonistą. 14 lipca na gali Money in the Bank, AJ spowodowała przegraną Zigglera w rewanżu o tytuł, gdzie zaatakowała Del Rio pasem mistrzowskim powodując dyskwalifikację. Następnej nocy na Raw, Ziggler zakończył współpracę z AJ Lee, po czym ona i Langston zaatakowali Zigglera. Ziggler na krótko sprzymierzył się z Kaitlyn (rywalką Lee) i wspólnie pokonali AJ i Langstona w mixed tag team matchu na gali SummerSlam.

#### Intercontinental Champion (2013–2015)

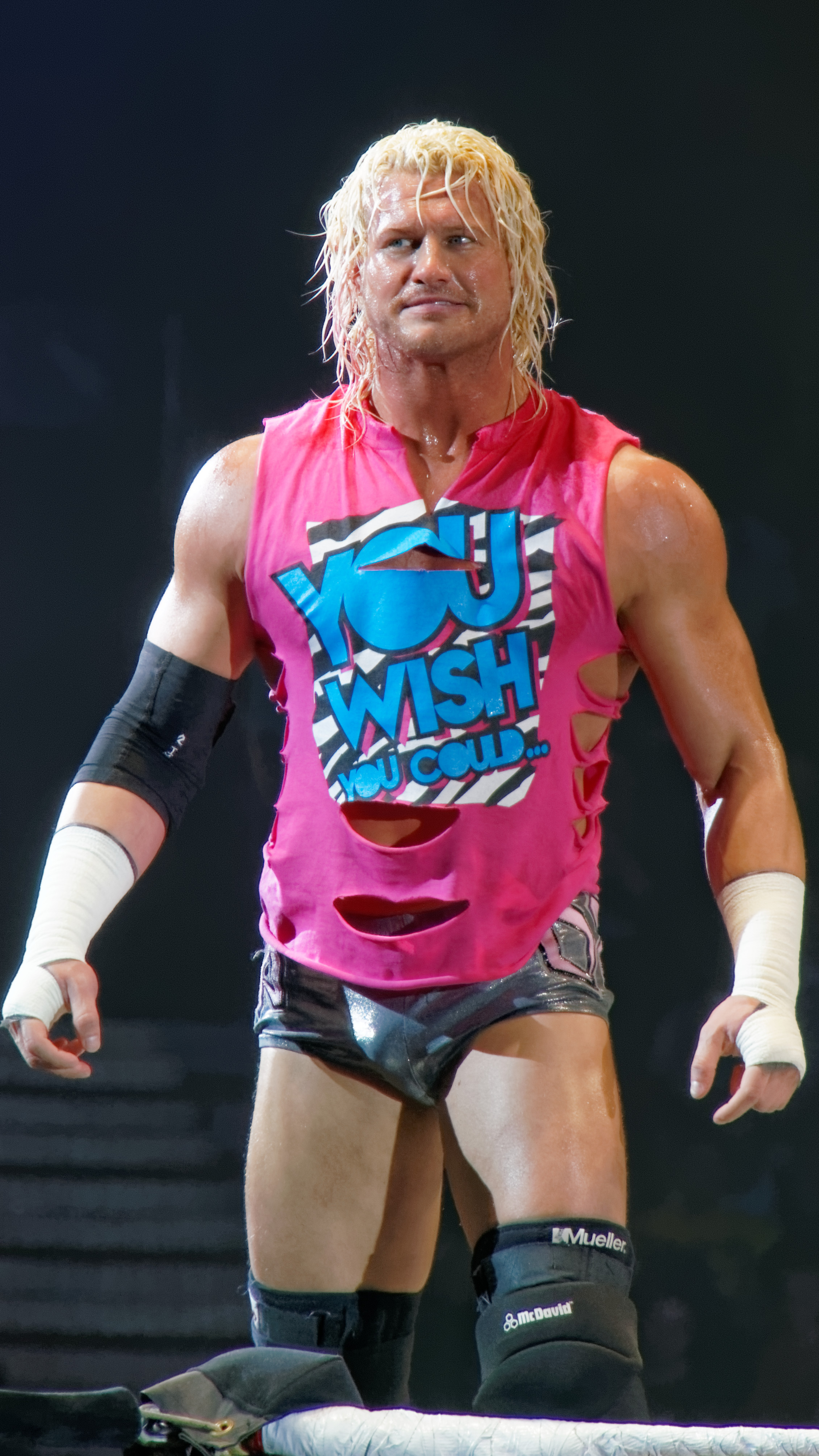
Ziggler pozujący w ringu podczas gali w 2013

Po gali SummerSlam, Ziggler i wiele innych gwiazd WWE opowiedziało się przeciwko Triple H i frakcji The Authority, przez którego Daniel Bryan stracił WWE Championship. We wrześniu na gali Night of Champions przegrał z Deanem Ambrosem o jego tytuł United States Championship. Ziggler również nie zdołał zdobyć Intercontinental Championship od Curtisa Axela na tygodniówce Raw z 11 listopada. 9 stycznia 2014 na odcinku Superstars odniósł kolejną kontuzję podczas walki z Rybackiem. Powrócił jako uczestnik Royal Rumble matchu, jednakże został wyeliminowany przez Romana Reignsa. W lutym otrzymał możliwość walki o Intercontinental Championship należący do Big E, jednakże ponownie nie pokonał mistrza. Na WrestleManii XXX wziął udział w 31-osobowym Andre the Giant Memorial Battle Royalu, gdzie został wyeliminowany przez Alberto Del Rio. 29 czerwca na gali Money in the Bank, Ziggler wziął udział w kolejnym Money in the Bank ladder matchu o walizkę na tytuł WWE World Heavyweight Championship, którą wygrał Seth Rollins.

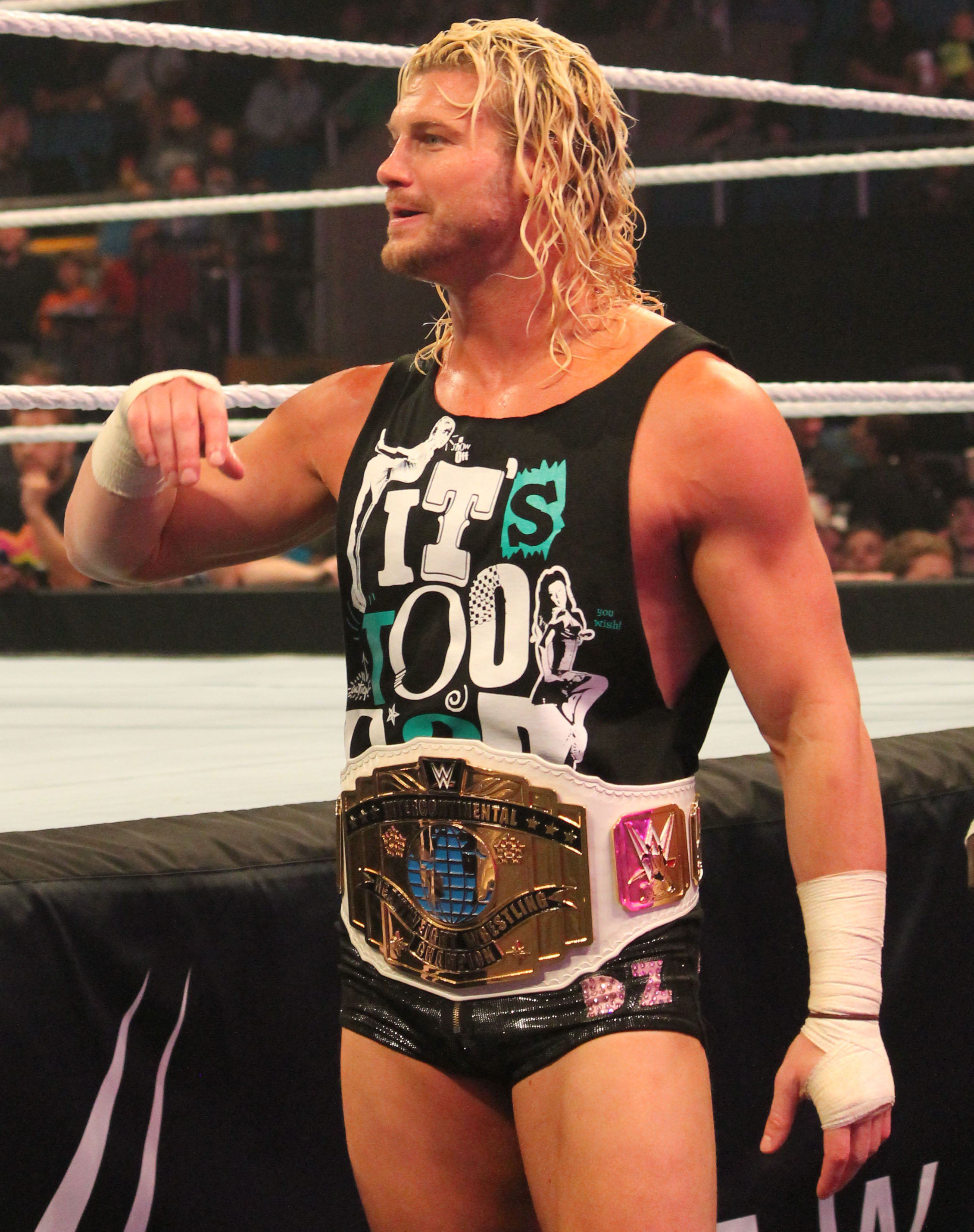
Dolph Ziggler jako Intercontinental Champion przy jego trzecim panowaniu

Ziggler wziął udział w battle royalu o zwakowany Intercontinental Championship na gali Battleground z 20 lipca, aczkolwiek został jako ostatni wyeliminowany przez The Miza. Po tym jak Ziggler pokonał Miza w non-title matchu dobę później na odcinku Raw, otrzymał szansę na rewanż na gali SummerSlam, na której pokonał Miza i stał się dwukrotnym posiadaczem tytułu. 24 godziny później na Raw obronił pas przeciwko Mizowi. We wrześniu na gali Night of Champions stracił pas na rzecz Miza, lecz dzień później na Raw odzyskał mistrzostwo. Ziggler obronił tytuł w walce z Cesaro 26 września na SmackDown, trzy dni później w walce z Mizem i Cesaro na Raw oraz na gali Hell in a Cell w two-out-of-three falls matchu.
28 października 2014 na odcinku Raw, Ziggler sprzymierzył się z dawnym rywalem Johnem Ceną i dołączył do jego drużyny w 5-on-5 elimination tag team matchu na galę Survivor Series. 10 listopada został zaatakowany przez powracającego Luke’a Harpera, któremu tydzień później Authority przyznało walkę z Zigglerem o tytuł Intercontinental. Harper zdobył tytuł, tym samym kończąc trzecie panowanie Zigglera przy 56 dniach.
Na gali Survivor Series, Ziggler ponownie stał się jedyną niewyeliminowaną osobą w walce i dał zwycięstwo drużynie Johna Ceny po interwencji ze strony Stinga. Dodatkową stypulacją walki było to, iż jeśli drużyna Ceny wygra, to Authority zostanie rozwiązane. W grudniu na gali TLC: Tables, Ladders & Chairs pokonał Harpera w ladder matchu i czwarty raz zdobył Intercontinental Championship. 5 stycznia 2015 na odcinku Raw, przywrócone Authority zmusiło Zigglera do obrony jego tytułu w walce z Bad News Barrettem w zwykłej walce oraz później w two-out-of-three falls matchu, który wygrał pretendent i zabrał tytuł Zigglerowi. Pod koniec show, Ziggler, Ryback i Erick Rowan zostali (według scenariusza) zwolnieni z WWE.
Dwa tygodnie później na Raw, trójka została przywrócona do pracy po tym jak Cena pokonał Setha Rollinsa. Ziggler wystąpił w 2015 Royal Rumble matchu jako trzydziesty uczestnik, lecz został szybko wyeliminowany przez Big Showa i Kane’a. Na gali Fastlane, Ziggler, Rowan i Ryback przegrali z Rollinsem, Showem i Kanem w sześcioosobowym tag team matchu. Na WrestleManii 31 był członkiem siedmioosobowego ladder matchu o Intercontinental Championship, który wygrał Daniel Bryan.

#### Różne rywalizacje (2015–2016)
Po przegraniu walki o Intercontinental Championship z Danielem Bryanem na Raw po WrestleManii 31, Ziggler i Bryan zostali zaatakowani przez powracającego Sheamusa. Sheamus wyzwał Zigglera do Kiss My Arse matchu na gali Extreme Rules, który Ziggler wygrał, jednakże to Sheamus zmusił Zigglera do pocałowania jego pośladków. Ziggler przegrał w rewanżu z Sheamusem na gali Payback. Ziggler wziął udział w Elimination Chamber matchu o zwakowany Intercontinental Championship na gali Elimination Chamber, który wygrał Ryback. W czerwcu wziął udział w walce o walizkę Money in the Bank, którą wygrał Sheamus. 4 lipca na gali The Beast in the East w Japonii, Ziggler i John Cena pokonali Kinga Barretta i Kane’a w walce wieczoru.
Ziggler został dołączony do scenariusza związanego z romansem z Laną, byłą menedżerką Ruseva, kiedy to pocałowała go na tygodniówce Raw z 25 maja i serwowała jako jego valet. W czerwcu rozpoczęli rywalizację z Rusevem oraz Summer Rae, która stała się jego menedżerką. Ziggler odniósł kontuzję (według scenariusza), dzięki czemu wrestler mógł zrobić przerwę od występów i uczestniczyć na planie filmu 6:42. Ziggler zawalczył z Rusevem na gali SummerSlam, co zakończyło się podwójnym wyliczeniem pozaringowym po interwencji ze strony Lany i Rae. Ziggler pokonał Ruseva w rewanżu we wrześniu na gali Night of Champions. Scenariusz zakończono 11 października, kiedy to portal TMZ podał informację o prawdziwych zaręczynach Ruseva i Lany, wskutek czego ta powróciła do menedżerowania przyszłego męża. Następnej nocy na Raw, Ziggler nie zdołał pokonać Johna Cenę o jego United States Championship.
22 października na odcinku SmackDown zaczął krótką rywalizację z debiutującym w głównym rosterze Tylerem Breezem, który sprzymierzył się z Summer Rae i zaatakował Zigglera po jednej z jego walk. W międzyczasie wziął udział w turnieju o zawieszony WWE World Heavyweight Championship, gdzie pokonał The Miza w pierwszej rundzie, lecz w ćwierćfinale został przegrał z Deanem Ambrosem. Ziggler przegrał z Breezem na gali Survivor Series. Dołączył do 2016 Royal Rumble matchu jako 28. uczestnik, lecz wyeliminował go ostateczny zwycięzca Triple H. 15 lutego na Raw wziął udział w fatal five-way matchu o Intercontinental Championship, w którym Kevin Owens zdobył tytuł po przypięciu Breeze’a. Na gali Fastlane przegrał walkę z Owensem o tytuł. W kolejnych tygodniach zaostrzył konflikt z grupą The Authority, gdzie 14 marca na odcinku Raw zawalczył z Triple H’em o możliwość wyboru dowolnego rywala (prócz Triple H’a) na WrestleManii 32; Ziggler przegrał pojedynek. Na WrestleManii wziął udział w siedmioosobowym ladder matchu o Intercontinental Championship, który wygrał Zack Ryder.
Po WrestleManii rozpoczął kwartalną rywalizację z Baronem Corbinem, którego pokonał podczas pre-show gali Payback. Duo zawalczyło ze sobą w no disqualification matchu na gali Extreme Rules, gdzie tym razem Corbin wyszedł zwycięsko. 23 maja na Raw wyzwał Corbina do klasycznej zapaśniczej walki na przyszłotygodniowy odcinek, jednakże w pierwszej minucie walki został zdyskwalifikowany po kopnięciu w krocze rywala. Rywalizacja zakończyła się trzecim pojedynkiem na gali Money in the Bank, który wygrał Corbin.

#### SmackDown (od 2016)
19 lipca podczas WWE draftu, Ziggler został przeniesiony do brandu SmackDown. 26 lipca na odcinku SmackDown wygrał six-pack challenge z Johnem Ceną, Brayem Wyattem, Baronem Corbinem, AJ Stylesem i Apollo Crewsem o miano pretendenta do tytułu WWE World Championship dzierżonego przez Deana Ambrose’a. 2 sierpnia na SmackDown obronił miano pretendenta w walce z Wyattem. 21 sierpnia na gali SummerSlam przegrał z Ambrosem o tytuł. Dwa dni później na SmackDown zawalczył ze Stylesem w dodatkowym warunkiem, iż jeśli Ziggler wygra, zostanie dołączony do walki wieczoru gali Backlash o tytuł, lecz ostatecznie przegrał pojedynek. Na gali Backlash przegrał z The Mizem o jego Intercontinental Championship po tym jak żona Miza Maryse spryskała twarz Zigglera nieznaną cieczą i spowodowała jego przegraną. Po kolejnych przegranych z Mizem, Ziggler wyzwał Miza do ostatecznej walki o tytuł na gali No Mercy, gdzie postawił swoją karierę na szali w razie przegranej. 4 października na SmackDown podczas segmentu MizTV, gospodarz przedstawił byłych członków grupy The Spirit Squad Kenny’ego i Mikeya, którzy ostatecznie zaatakowali Zigglera. Na gali No Mercy, Ziggler pokonał Miza i zdobył po raz piąty tytuł IC pomimo interwencji ze strony Maryse i Spirit Squad.
1 listopada na SmackDown po pokonaniu Curta Hawkinsa, Ziggler wyzwał dowolnego członka rosteru Raw do walki o jego tytuł na gali Survivor Series, którym okazał się Sami Zayn. Przed Survivor Series, Ziggler stracił tytuł na rzecz Miza podczas 900. odcinka SmackDown. Na gali TLC: Tables, Ladders & Chairs przegrał z Mizem o tytuł w ladder matchu, tym samym kończąc ich rywalizację. 13 grudnia na SmackDown przypiął Deana Ambrose’a w fatal four-way elimination matchu stając się pretendentem do WWE Championship należącego do Stylesa. 27 grudnia na SmackDown odbył się triple threat match o tytuł pomiędzy Zigglerem, Baronem Corbinem i Stylesem, w którym mistrz obronił tytuł. 3 stycznia 2017 na odcinku SmackDown po przegranej z Corbinem w singlowym meczu, Ziggler stał się antagonistą po raz pierwszy od 2013, gdzie zaatakował Kalisto w ringu oraz pobił się z Apollo Crewsem na zapleczu. Dwa tygodnie później gościł w segmencie „King’s Court” prowadzonym przez Jerry’ego „The King” Lawlera, w którym przypomniał mu o zawale serca po walce z Zigglerem, po czym na koniec segmentu kopnął gospodarza w klatkę piersiową. Na gali Royal Rumble wziął udział w Royal Rumble matchu jako 24. uczestnik, lecz został wyeliminowany przez Brocka Lesnara. Dwa tygodnie później na gali Elimination Chamber przegrał z Crewsem i Kalisto w 2-on-1 handicap matchu.

## Inne media
Nemeth wraz z Marią Kanellis i Eve Torres pojawili się na odcinku teleturnieju Grasz czy nie grasz z 3 listopada 2009. Wystąpił również w talk-show Lopez Tonight w dniu 9 sierpnia 2010. Nemeth regularnie występował w internetowym show wrestlera WWE Zacka Rydera pt. Z! True Long Island Story, gdzie prowadził swoją część show o nazwie „Ask Z Heel”. Show zakończono produkować 11 stycznia 2013.
Ziggler był częścią ośmiu gier video federacji WWE. Jego postać zadebiutowała w grze WWE SmackDown vs Raw 2010, po czym wystąpił w każdej kolejnej corocznej części aż do najnowszego WWE 2K17.

### Filmografia
| Film | Film                                       | Film            | Film           |
| Rok  | Tytuł                                      | Rola            | Notka          |
| ---- | ------------------------------------------ | --------------- | -------------- |
| 2015 | Dlaczego mi nie powiedziałeś? (Me Him Her) | N/A             | Debiut filmowy |
| 2016 | Śmiertelne odliczanie (Countdown)          | Ray Fitzpatrick | [ 220 ]        |

| Telewizja | Telewizja           | Telewizja        | Telewizja                                                         |
| Lata      | Tytuł               | Rola             | Notki                                                             |
| --------- | ------------------- | ---------------- | ----------------------------------------------------------------- |
| 2009      | Grasz czy nie grasz | Gościnny bankier | Specjalna edycja z wrestlerami WWE                                |
| 2010      | Lopez Tonight       | On sam           | Odcinek 121                                                       |
| 2011      | Silent Library      | On sam           | Sezon 4, odcinek 62                                               |
| 2014–2017 | Total Divas         | On sam           | Gość (Sezony 2–3, 6) Powracająca postać (Sezony 4–5): 14 odcinków |

| Internetowe show | Internetowe show          | Internetowe show | Internetowe show                                |
| Lata             | Tytuł                     | Rola             | Notki                                           |
| ---------------- | ------------------------- | ---------------- | ----------------------------------------------- |
| 2011–2013        | Z! True Long Island Story | On sam           | Segmenty ‘Ask the Heel’                         |
| 2012–2013; 2014  | WWE Download              | Prowadzący       |                                                 |
| 2013–2015        | The JBL and Cole Show     | On sam           | Gość (Sezon 1), powracająca postać (Sezony 2–5) |

## Życie prywatne
Nemeth stał się fanem profesjonalnego wrestling już w wieku pięciu lat, po czym zdecydował się dołączyć do tego biznesu w wieku 12 lat. Jego młodszy brat Ryan był również profesjonalnym wrestlerem, który pracował w WWE i był przydzielony do rozwojówki NXT pod pseudonimem Briley Pierce. Mają też młodszego brata o imieniu Donald (przydomek „Donny”), który jest podejrzany o morderstwo popełnione w 2016.
Ziggler spotykał się z komediantką Amy Schumer. W 2013 i 2014 zmienił partnerkę na Nikki Bellę, zaś od 2015 jest w związku z wrestlerką WWE Daną Brooke. Nemeth jest absolwentem Kent State University. Przed dołączeniem do WWE żył w Phoenix w Arizonie, gdzie studiował prawo w Arizona State University.
Nemeth jest bliskim przyjacielem z obecnym wrestlerem WWE Michaelem Brendlim, z którym mieszkał na Florydzie do 2008.
Wyjawił podczas wywiadu z Coltem Cabaną, iż przyjął imię „Dolph” po pradziadku, zaś nazwisko „Ziggler” wymyślił jego przyjaciel.

## Styl walki
- Finishery

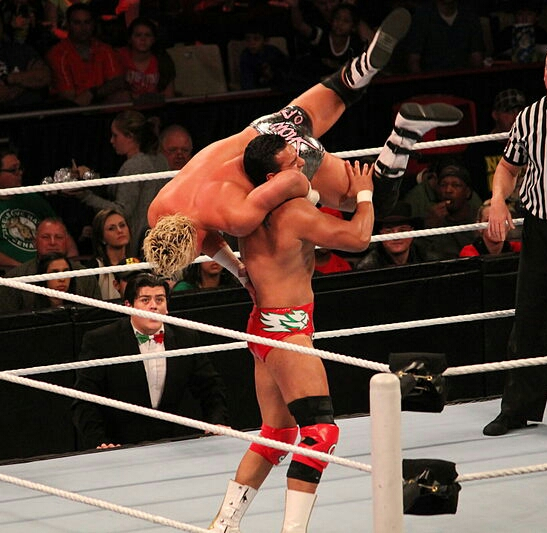
Ziggler wykonujący jumping DDT na Albercie Del Rio

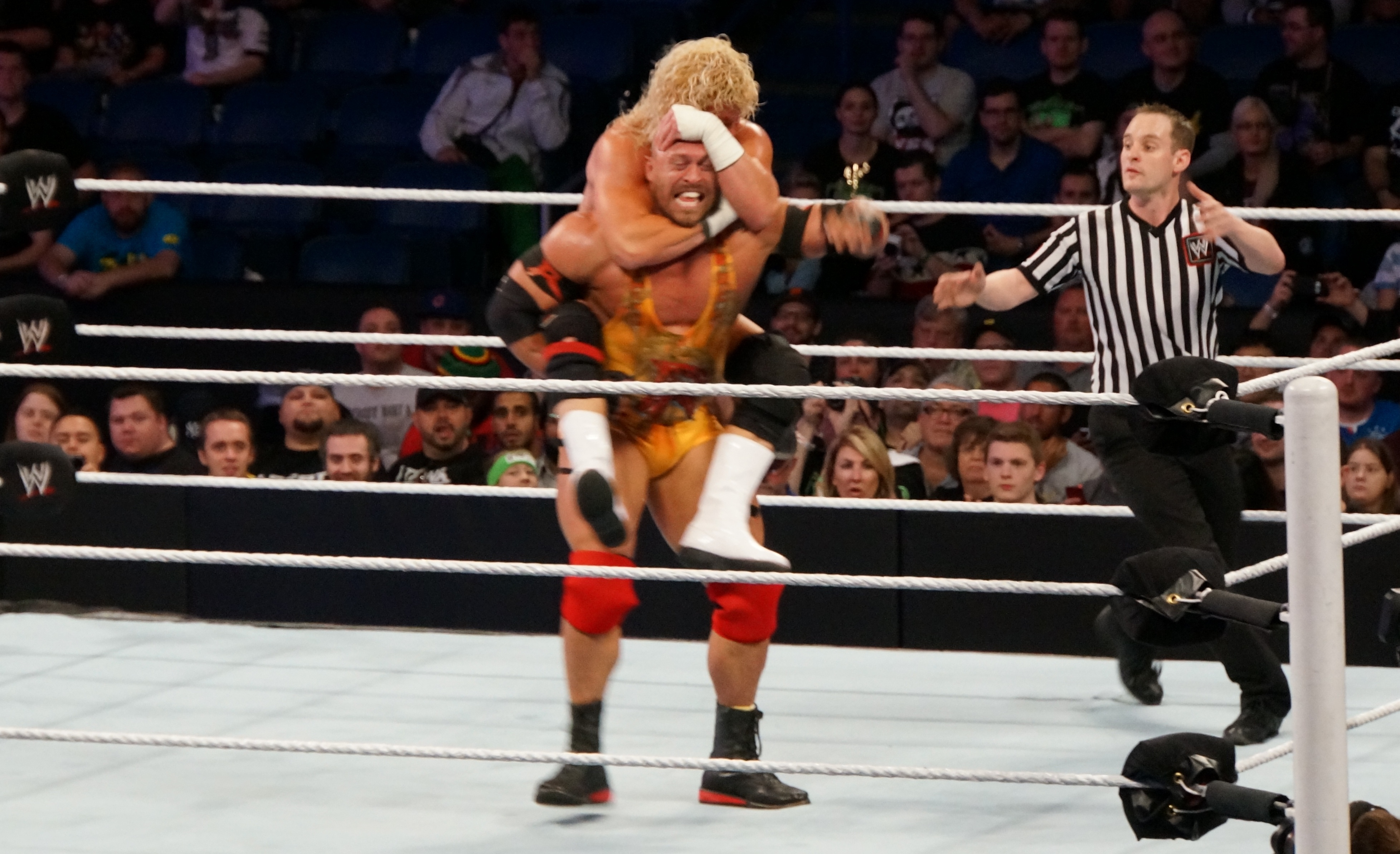
Ziggler aplikujący chwyt sleeper hold na Rybacku

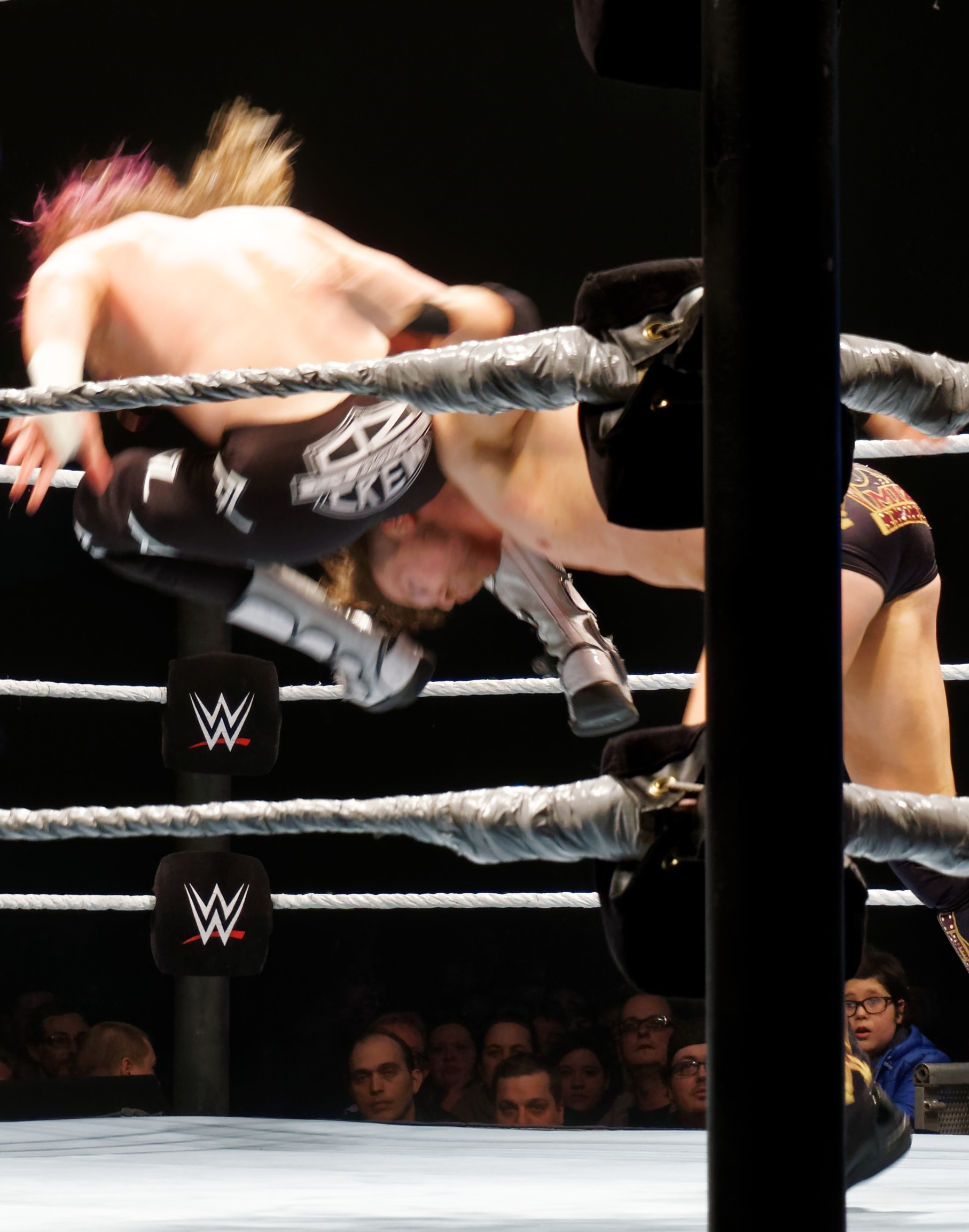
Ziggler wykonujący famouser na The Mizie

  - Blonde Ambition (Leaping reverse STO)[231] – FCW
  - Sleeper hold, czasem z dodaniem bodyscissors[232][233][234] – 2010–2012; po 2012 używany jako zwykły ruch
  - Superkick[235][236][237][238] – od 2015; w latach 2010–2014 używany jako zwykły ruch
  - Zig Zag[239] (Jumping reverse bulldog)[239][240][241]

- Inne ruchy
  - Dropkick[239][242], czasem wykonywany z górnej liny ringu[243]
  - Famouser (Leg drop bulldog)[139][244][245][246]
  - Headlock[247][248], czasem wykonywany podczas stania na rękach[249][250]
  - Heart Stopper[251][252] (Jumping elbow drop[239][253][254], czasem poprzedzany przez wiele zwykłych elbow dropów)[252][255]
  - Satellite DDT (Jumping DDT)[101][256][257]
  - Wariacje neckbreakerów
    - Snap[254][258][259]
    - Standing[234][254]
    - Swinging[260][261]

  - Scoop powerslam[242][253], czasem wykonywany od tyłu[253][262][263][264]
  - Shoulder jawbreaker[253][265][266]
  - Sitout facebuster[267][268], czasem wykonywany z górnej liny ringu[101]
  - Stinger splash, czasem poprzedzany kilkoma ciosami w przeciwnika w narożniku lub wykonaniem swinging neckbreakera[239][269][270]

- Menedżerowie
  - Taryn Terrell[1][271]
  - Big Rob[1][271]
  - Maria[271]
  - Vickie Guerrero[1][271]
  - Kaitlyn[271]
  - AJ Lee[271][272]
  - Big E Langston[271][273]
  - Lana[274]

- Menedżerował
  - Kerwina White’a[2]

- Przydomki
  - „The Natural”[2]
  - „The Showoff”[275]
  - „Perfection”[276][277][278]
  - „The #Heel”[279]

- Motywy muzyczne
  - „Never Thought My Life Could Be This Good” ~ Jim Johnston[280] (19 września 2005 – listopad 2005; używany podczas menedżerowania Kerwina White’a)
  - „Team Spirit” ~ Jim Johnston (23 stycznia 2006 – 27 listopada 2006; używany jako część grupy The Spirit Squad)
  - „Big Style” ~ Freebie & The Bean (FCW; 17 stycznia 2007 – 18 sierpnia 2008)
  - „Time to Shout” ~ William Kingswood (18 września 2008 – 22 czerwca 2009)
  - „I Am Perfection” ~ Cage 9 i Jim Johnston[281][282] (26 lipca 2009 – 18 lipca 2011)
  - „I Am Perfection (V2)” ~ Downstait i Jim Johnston[283] (25 lipca 2011 – 20 listopada 2011)
  - „Here to Show the World” ~ Downstait i Jim Johnston[284] (od 21 listopada 2011)

## Mistrzostwa i osiągnięcia
- Florida Championship Wrestling

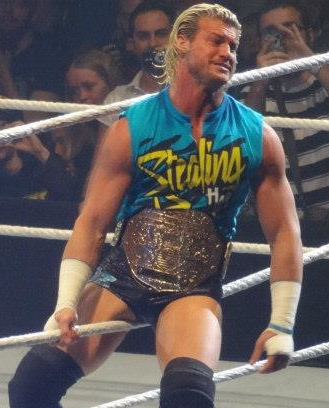
Ziggler jako dwukrotny posiadacz World Heavyweight Championship

  - FCW Florida Tag Team Championship (2 razy) – z Bradem Allenem (1)[10] i Gavinem Spearsem (1)[39]

- Pro Wrestling Illustrated
  - PWI umieściło go na 9. miejscu w top 500 wrestlerów w rankingu PWI 500 w 2013[285]

- Rolling Stone
  - Najgorszy Storyline (2015)[286] z Laną vs. Rusev i Summer Rae
  - WWE Wrestler of the Year (2014)[287]

- World Wrestling Entertainment/WWE
  - World Heavyweight Championship (2 razy)[288][289]
  - WWE Intercontinental Championship (5 razy)[61][290][291][292]
  - WWE United States Championship (2 razy)[80]
  - World Tag Team Championship (1 raz) – z grupą The Spirit Squad[16]
  - Money in the Bank (2012 – walizka na tytuł World Heavyweight Championship)[106]
  - Slammy Award (2 razy)
    - Najlepsze konto na Twitterze (2014) – @HEELZiggler[293]
    - Walka roku (2014) – Team Cena vs. Team Authority na gali Survivor Series[293]

  - Dwudziesty drugi Triple Crown Champion

- Wrestling Observer Newsletter
  - Największy progres (2011)[294]
  - Najbardziej niedoceniany wrestler (2011)[294]